# Koubadje
Koubadje est un village de la commune de Nganha située dans la Région de l'Adamaoua et le département de la Vina au Cameroun.

## Population
En 1967, Koubadje comptait 349 habitants, principalement des Dourou. Cependant, lors du recensement de 2005, on y a dénombré 164 habitants dont 82 de sexe masculin et 82 de sexe féminin, tandis que les diagnostics du Plan communal de développement (PCD) de la commune de Nganha, réalisé en 2013, ont permis de recenser 211 personnes dont 106 de sexe masculin et 105 de sexe féminin.

## Climat
Nganha bénéficie d'un climat tropical avec une température moyenne de 23,62 °C. Le mois de mars est le plus chaud de l'année avec une température moyenne de 24,6 °C tandis que janvier est le mois le plus froid avec une température moyenne de 21,5 °C. Cependant, cette température peut diminuer jusqu'à atteindre 12,8 °C en décembre, comme elle peut s'élever à 31,5 °C en février.
Concernant les précipitations, on note une variation de 291 mm tout au long de l'année entre 221 mm en août et 0 mm en décembre. 

## Projets sociaux et économiques
Le Plan communal de développement (PCD) de la commune de Nganha, élaboré en 2013 a programmé plusieurs projets pour permettre à Nganha de prendre un envol et surpasser ses difficultés. Ces projets impliquaient tous les villages de la commune, et notamment Koubadje.

### Projets sociaux
Il y avait cinq projets prioritaires, dont le coût estimatif total de 38 000 000 Francs CFA.On a planifié la construction d’un bloc de deux salles de classe, la construction d'un bloc latrines à l'EP de Koubadje et l'étude de faisabilité en vue de la réhabilitation d’un forage. On a aussi pensé à construire une case communautaire et réaliser un forage.

### Projets économiques
Le PCD de la commune de Nganha a mis en place trois projets. Le premier concernait la construction d’une aire de séchage clôturée des produits agricoles (ce qui devrait coûter 3 500 000 Francs CFA), le deuxième proposait la construction d’un magasin de stockage communal, dont le coût estimatif total de 25 000 000 Francs CFA, et le troisième (20 000 000 Francs CFA), impliquait la construction d’un Hangar de marché.